# Calanthe stevensiana

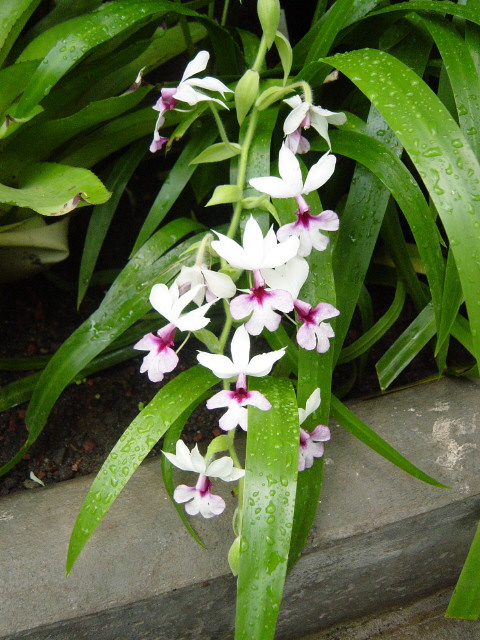
Calanthe stevensiana

Calanthe stevensiana är en orkidéart som beskrevs av Regnier och Heinrich Gustav Reichenbach. Calanthe stevensiana ingår i släktet Calanthe och familjen orkidéer.
Artens utbredningsområde är Java. Inga underarter finns listade i Catalogue of Life.